# Beaune
Beaune là một xã trong tỉnh Côte-d'Or, thuộc vùng Bourgogne-Franche-Comté của nước Pháp, có dân số là 22.916 người (thời điểm 1999). Từ thế kỉ 14, Beaune cũng là nơi ngự trị của các công tước vùng Bourgogne bên cạnh Dijon

## Các thành phố kết nghĩa
- Bensheim, Đức 1960
- Katsunuma, Nhật Bản 1976
- Krems an der Donau, Áo 1976
- Malmedy, Bỉ 1962

## Những người con của thành phố
- Bruno Latour, triết gia
- Étienne-Jules Marey, nhà phát minh
- Gaspard Monge (1746 - 1818), bá tước của Péluse, nhà toán học và vật lý học